# Podistera eastwoodae
Podistera eastwoodae är en flockblommig växtart som först beskrevs av Joseph Nelson Rose och John Merle Coulter, och fick sitt nu gällande namn av Mildred Esther Mathias och Lincoln Constance. Podistera eastwoodae ingår i släktet Podistera och familjen flockblommiga växter. Inga underarter finns listade i Catalogue of Life.